# San Antonio Spurs 1995-1996
La stagione 1995-96 dei San Antonio Spurs fu la 20ª nella NBA per la squadra del Texas.
I San Antonio Spurs vinsero la Midwest Division della Western Conference con un record di 59-23. Nei play-off vinsero il primo turno con i Phoenix Suns (3-1), perdendo poi la semifinale di conference con gli Utah Jazz (4-2).

## Risultati
| Squadra                | V  | P  | %    | GB |
| ---------------------- | -- | -- | ---- | -- |
| San Antonio Spurs      | 59 | 23 | 72,0 | -  |
| Utah Jazz              | 55 | 27 | 67,1 | 4  |
| Houston Rockets        | 48 | 34 | 58,5 | 11 |
| Denver Nuggets         | 35 | 47 | 42,7 | 24 |
| Dallas Mavericks       | 26 | 56 | 31,7 | 33 |
| Minnesota Timberwolves | 26 | 56 | 31,7 | 33 |
| Vancouver Grizzlies    | 15 | 67 | 18,3 | 44 |

## Roster
| N° | Naz.                   | Ruolo | Sportivo          | Anno | Alt. | Peso |
| -- | ---------------------- | ----- | ----------------- | ---- | ---- | ---- |
| 1  | Stati Uniti (bandiera) | G     | Cory Alexander    | 1973 | 185  | 84   |
| 3  | Stati Uniti (bandiera) | A     | Monty Williams    | 1971 | 203  | 102  |
| 5  | Stati Uniti (bandiera) | G     | Dell Demps        | 1970 | 193  | 93   |
| 6  | Stati Uniti (bandiera) | G     | Avery Johnson     | 1965 | 178  | 79   |
| 7  | Stati Uniti (bandiera) | A     | J.R. Reid         | 1968 | 206  | 112  |
| 11 | Venezuela (bandiera)   | A     | Carl Herrera      | 1966 | 206  | 98   |
| 15 | Stati Uniti (bandiera) | G     | Vinny Del Negro   | 1966 | 193  | 84   |
| 25 | Stati Uniti (bandiera) | G     | Doc Rivers        | 1961 | 193  | 84   |
| 32 | Stati Uniti (bandiera) | A     | Sean Elliott      | 1968 | 203  | 93   |
| 33 | Stati Uniti (bandiera) | AC    | Cadillac Anderson | 1964 | 208  | 104  |
| 41 | Stati Uniti (bandiera) | C     | Will Perdue       | 1965 | 213  | 109  |
| 45 | Stati Uniti (bandiera) | A     | Chuck Person      | 1964 | 203  | 100  |
| 50 | Stati Uniti (bandiera) | C     | David Robinson    | 1965 | 216  | 107  |
| 54 | Stati Uniti (bandiera) | AC    | Brad Lohaus       | 1964 | 211  | 104  |
| 54 | Stati Uniti (bandiera) | G     | Charles D. Smith  | 1965 | 208  | 104  |

## Staff tecnico
- Allenatore: Bob Hill
- Vice-allenatori: Hank Egan, Dave Cowens, Paul Pressey